# Альберт Гіршман
Альберт Отто Гіршман (нім. Albert Otto Hirschman, 7 квітня 1915, [де?] — 11 грудня 2012) — американський економіст, професор економіки Гарвардського університету, один з авторів індексу Херфіндаля-Гіршмана, автор книг з політичної економії та політичної ідеології. 
Має великий внесок в економіку розвитку, підкреслював необхідність незбалансованого зростання. Оскільки країнам, що розвиваються, бракує навичок ухвалення рішень, що слід заохочувати нерівномірність їхнього розвитку, щоб стимулювати ріст та сприяти мобілізації ресурсів.

## Життєпис
Народився в Берліні, син Карла і Гедвіга Маркузе Гіршман, сестра Урсули Гіршман. Після навчання 1932 року в Боннському університеті, отримав освіту в Сорбонні, Лондонській школі економіки та Трієстському університеті, де отримав ступінь доктора економічних наук 1938 року.
Згодом виступив за боротьбу проти іспанської республіки під час громадянської війни в Іспанії. Після того, як Франція здалася нацистам, працював з Варіаном Фраєм, щоб допомагати провідним європейським художникам та інтелігентам втекти до США. Гіршман допоміг перевезти їх з окупованої Франції до Іспанії через Піренейські гори, а потім до Португалії.
Служив в армії США (1943—1946), де працював в Управлінні стратегічних служб, був призначений начальником західноєвропейської та британської Секції співдружності Ради федеральної резервної системи (1946—1952), працював фінансовим радником Національної ради з планування Колумбії (1952—1954), був приватним економічним радником у Боготі (1954—1956). Після цього він провів ряд академічних призначень з економіки в Єльському університеті (1956—1958), Колумбійському університеті (1958—1964), Гарвардському університеті (1964—1974) та Інституті перспективних досліджень (1974—2012).
У пошуках альтернативи теоріям збалансованого розвитку проводив дослідження людської природи й поведінки, зайнявся психоаналізом і філософією. 1977 року опублікував книгу «Salida, voz y lealtad».
Гіршман допоміг розробити принцип «невидима рука ринку» в есе 1967 року. 2001 року Гіршмана вказали серед 100 найкращих американських інтелектуалів, у книзі Річарда Познера «Громадські інтелектуали: дослідження спад».
2003 року здобув нагороду Бенджаміна Ліппінкота від Американської асоціації політичних наук.
2007 році рада з досліджень соціальних наук заснувала щорічну премію на честь Гіршмана.
Помер у віці 97 років 10 грудня 2012 року, через кілька місяців після смерті дружини Сари Гіршман (уроджена Чапіро).

## Гіршман про політику
Гіршман назвав «Пристрасті й інтереси» улюбленою книгою. Згідно даних його біографа Джеремі Адельмана, книга відображала політичну поміркованість Гіршмана, виклик економістам як відновлювальних рахунків людської природи як «машину, що максимізує користь», а також марксистську або комунітарну ностальгію за світ, який був втрачений від скупості покупців.

## Індекс Гіршмана
1945 року Гіршман запропонував індекс ринкової концентрації, який представляв собою квадратний корінь із суми квадратів ринкової частки кожного учасника ринку. 1950 року Орріс Херфіндаль запропонував використовувати цей індекс без квадратного кореня.

## Видання
- 1945. Національна держава та структура зовнішньої торгівлі 1980 року розширюється, Берклі: Університет Каліфорнійської преси
- 1955. Колумбія; основні моменти розвитку економіки. Богота: Банк Республіки Прес.
- 1958. Стратегія економічного розвитку. Нью-Хейвен, штат Коннектікут. ISBN 0-300-00559-8
- 1961. Латиноамериканські питання; есе та коментарі Нью-Йорк: Фонд двадцятого століття.
- 1963. Подорожі до прогресу: дослідження економічної політики в Латинській Америці. Нью-Йорк: Фонд двадцятого століття
- Розглядаються проекти розвитку. Вашингтон, Д.К .: Інститут Брукінгса. ISBN 0-815-73651-7 (папір).
- 1970. Вихід, голос і лояльність: відповіді на зниження у фірмах, організаціях і державах. Кембридж, штат Массачусетс: Преса Гарвардського університету. ISBN 0-674-27660-4 (папір).
- 1971. Ухил надії: есе про розвиток і Латинська Америка. Нью-Хейвен.
- 1977. Пристрасті та інтереси: політичні аргументи для капіталізму перед його тріумфом. Прінстон, Нью-Джерсі: Прінстонський університет прес. ISBN 0-691-01598-8.
- Національна влада і структура зовнішньої торгівлі. Берклі: Університет Каліфорнії.
- 1981. Нариси на вторгнення: економіка до політики і за її межами. Кембридж (англ.); Нью-Йорк: Прес Кембриджський університет.
- 1982. Перенесення залучень: приватні інтереси та громадські дії. Прінстон, Нью-Джерсі: Прінстонський університет прес.
- 1984. Попереду колективно: масовий досвід Латинської Америки (з фотографіями Мітчелла Денбурга). Нью-Йорк.
- Упередження до надії: есе про розвиток і Латинська Америка. Боулдер.
- 1986. Конкурентні погляди ринкового суспільства та інші останні есе. Нью-Йорк: Вікінг.
- 1991. Риторика реакції: викривлення, марність, небезпека. Кембридж, штат Массачусетс: преса Belknap Press Harvard University. ISBN 0-674-76867-1 (тканина) і ISBN 0-674-76868-X (папір).
- 1995. Схильність до самостійної підривної діяльності. Кембридж, штат Массачусетс: Harvard University Press.
- 1998. Перетин кордонів: вибрані твори. Нью-Йорк: Книги зон; Кембридж, штат Массачусетс: Розподілений MIT Press.
- 2013. Світовий філософ: Одіссея Альберта О. Гіршман Джеремі Адельмана. ISBN 9780691155678. Прінстонський університет. Нью-Джерсі (2013)
- 2013 «Істотний Гіршман» під редакцією Джеремі Адельмана (Прінстонський університет) 384 сторінки; 16 есе